# Estação Gustavo Paiva
A Estação Gustavo Paiva é uma das estações da Linha Azul do Sistema de Trens Urbanos de Maceió, situada em Rio Largo, entre a Estação Utinga e a Estação Rio Largo.
Foi inaugurada em 2 de dezembro de 1884.